# Доре, Феребори
Феребори Доре́ (фр. Férébory Doré; 21 января 1989, Браззавиль, Народная Республика Конго) — конголезский футболист, нападающий сборной Республики Конго.

## Клубная карьера
Феребори начал свою карьеру в команде чемпионата Республики Конго «Кондзо».
В начале 2010 года перешёл в клуб французской Лиги 2 «Анже». Дебютировал в новой команде 23 января 2010 в игре Кубка Франции против «Кевийи». В первом сезоне во Франции Доре сыграл в 6 матчах и забил один мяч. На следующий год нападающий стал постоянным игроком основного состава «Анже», проведя 33 игры в чемпионате и отличившись 4 раза.
Летом 2013 года после 3 сезонов во Франции, за которые нападающий сыграл 105 матчей и забил 11 мячей, Доре присоединился к румынскому «Петролулу». Первый матч Феребори в чемпионате Румынии пришёлся на игру с «Пандурием». Нападающий, выйдя на замену, сравнял счёт в матче. 1 августа Доре дебютировал в еврокубках, выйдя в стартовом составе матча квалификации Лиги Европы против голландского «Витесса».
Уже зимой 2014 года трансфер нападающего был выкуплен болгарским клубом «Ботев» за 400,000 €. 23 февраля провёл первый матч в новом клубе и отметился результативной передачей.
8 сентября 2014 Доре был отдан в аренду в румынский ЧФР.

## Карьера в сборной
Феребори с 2010 года выступает за Конго. Дебютировал в составе национальной команды 11 августа 2010 в товарищеской встрече со сборной Буркина-Фасо. 1 июня 2014 года забил первый мяч за сборную. Доре был включён в заявку на Кубок африканских наций 2015. В матче-открытии турнира против сборной Экваториальной Гвинеи вышел в стартовом составе.